# 741
741（七百四十一、ななひゃくよんじゅういち）は自然数、また整数において、740の次で742の前の数である。

## 性質
- 741は合成数であり、約数は1, 3, 13, 19, 39, 57, 247, 741 である。
  - 約数の和は1120。
- 741 = 1 + 2 + 3 + 4 + 5 + 6 + 7 + 8 + 9 + 10 + … + 37 + 38
  - 38番目の三角数である。1つ前は703、次は780。
    - 741 = 276 + 465
      - 2つの異なる三角数の和で表せる18番目の三角数である。1つ前は703、次は820。(オンライン整数列大辞典の数列 A112352)
- 96番目の楔数である。1つ前は730、次は742。
  - 三角数の楔数としては11番目の数である。1つ前は595、次は861。
- 約数の和が741になる数は1個ある。(441) 約数の和1個で表せる135番目の数である。1つ前は740、次は752。
- 741 = 12 + 82 + 262 = 12 + 162 + 222 = 42 + 72 + 262 = 42 + 102 + 252 = 42 + 142 + 232 = 142 + 162 + 172
  - 3つの平方数の和6通りで表せる49番目の数である。1つ前は738、次は746。(オンライン整数列大辞典の数列 A025326)
  - 異なる3つの平方数の和6通りで表せる24番目の数である。1つ前は725、次は746。(オンライン整数列大辞典の数列 A025344)
- 741 = (1 + 2 + 3 + 4 + 5 + 6) + (1 × 2 × 3 × 4 × 5 × 6) 。この形の1つ前は135、次は5068。(オンライン整数列大辞典の数列 A101292)
- 741 = {\displaystyle \sum _{k=0}^{12}(k^{2}+k+1)}
  - n = 12 のときの {\displaystyle \sum _{k=0}^{n}(k^{2}+k+1)} の値とみたとき1つ前は584、次は924。(オンライン整数列大辞典の数列 A006527)
- 741 = 292 − 100
  - n = 29 のときの n2 − 100 の値とみたとき1つ前は684、次は800。(オンライン整数列大辞典の数列 A120071)

## その他 741 に関連すること
- バーコード規格、EANの国コード741は、エルサルバドル。
- マーチ・741
- メイン (USS Maine, SSBN-741) は、アメリカ海軍のオハイオ級原子力潜水艦。
- 741N